# Eurobike
Die Eurobike ist eine internationale Messe rund um das Fahrrad und Elektrofahrrad sowie die Themen Urban und Future Mobility. Die Erstausgabe der Eurobike am neuen Standort Frankfurt im Jahr 2022 lockte an fünf Messetagen 33 780 Fachbesucher und 27 370 Fahrradfans aus 105 Nationen am Wochenende an. Rund 1.500 Aussteller bieten Waren und Dienstleistungen rund um den Fahrradsektor an. Seit 1991 wurde die EUROBIKE-Messe hauseigen von der Messe Friedrichshafen in Friedrichshafen veranstaltet. 2021 wurde bekannt gegeben, dass die Messe ab 2022 jährlich im Juli bzw. Ende Juni auf dem Gelände der Messe Frankfurt stattfinden wird.

## Historie

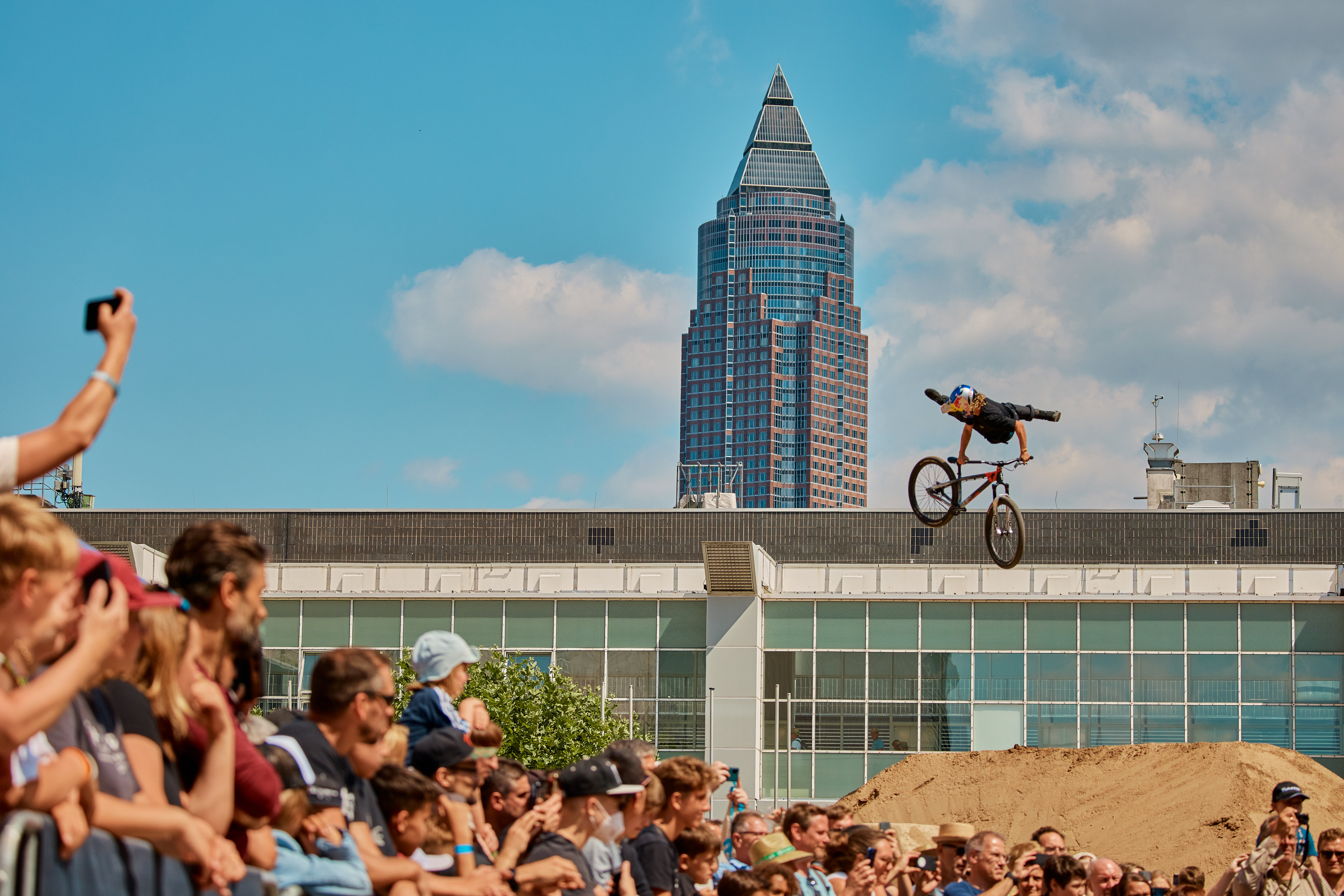
EUROBIKE 2022: Festival Days

1991 wurde erstmals auf Initiative einiger Hersteller aus der aufkommenden Mountainbike-Sparte die Eurobike als reine Mountainbike-Messe gegründet und anfangs in der etablierten Fachbranche belächelt. Zu Beginn waren 268 Aussteller vertreten und 44.000 Besucher kamen auf die Messe. Ursprünglich hatten die Initiatoren der Eurobike geplant, die Messe alternierend mit der alle zwei Jahre stattfindenden IFMA, die damals noch die Leitmesse im Fahrradmarkt war, zu veranstalten. 1992 fand die Eurobike infolgedessen nicht statt. Nachdem die Koelnmesse jedoch mit der Intercycle Cologne 1993 ein Konkurrenzformat zur Eurobike und somit jährlich eine Fahrradmesse einführte, wechselte die Messe Friedrichshafen ab 1993 ebenfalls zu einem jährlichen Turnus.
Bis 2001 fand die Messe auf dem alten Messegelände am Riedlewald statt. Seit 2002 fand die Eurobike auf dem neuen Messegelände im Gewerbegebiet Flughafen Friedrichshafen statt. 2007 wurde die Fachbesuchermesse um den „Demo-Day“ in Argenbühl erweitert.
2008 gab die „Internationale Zweiradmesse“ IFMA in Köln auf und die Eurobike wurde zur Hauptfahrradmesse in Deutschland.
Ab 2012 wurde die Messe erweitert und war seither auch über den neuen Ostzubringer und neuen Messeeingang OST erreichbar.
2014 fand der Demo-Day erstmals in Friedrichshafen statt. 2016 weitete die Messe-FN das Angebot der Besuchertage auf Samstag und Sonntag auf. 2017 kündigte die Messe-FN an, die Besuchertage auf einen Tag zu reduzieren und im Jahr 2018 ganz zu streichen.
Seit 2019 fand die Messe wieder Anfang September statt. Das ursprüngliche Messekonzept mit drei Fachbesuchertagen und einem Endverbrauchertag wurde reaktiviert.
Im März 2020 begannen in vielen Ländern Maßnahmen gegen die grassierende COVID-19-Pandemie. Im Mai 2020 entschied die Messe Friedrichshafen, die Eurobike 2020 von September auf den spätmöglichsten Termin (24. bis 26. November) zu verlegen. Angesichts der zweiten Welle der COVID-19-Pandemie in Deutschland wurde sie abgesagt.

Anfang September 2021 fand die Eurobike zum letzten Mal in Friedrichshafen statt. Die Zahl der Aussteller betrug 630 (nach rund 1400 im Jahr 2019).
Seit 2022 findet die Eurobike mit inhaltlich verändertem Konzept auf dem Messegelände Frankfurt statt. Es gibt fünf Messetage im Juli, wovon die beiden letzten (Samstag und Sonntag) für die Allgemeinheit geöffnet sind. Veranstalter ist seit 2022 die Fairnamic GmbH mit Sitz in Friedrichshafen (ein Joint Venture der Messe Friedrichshafen und der Messe Frankfurt, an dem letztere mit 49 % beteiligt ist). Fairnamic ist auch Veranstalter der Luftfahrtmesse Aero Friedrichshafen geworden; diese findet weiterhin am Bodensee statt.

## Ausstellungskonzept
Für Fachbesucher sind die Tage Mittwoch, Donnerstag und Freitag 9–18 Uhr reserviert. Für Endverbraucher sind die Tage Samstag und Sonntag vorgesehen.

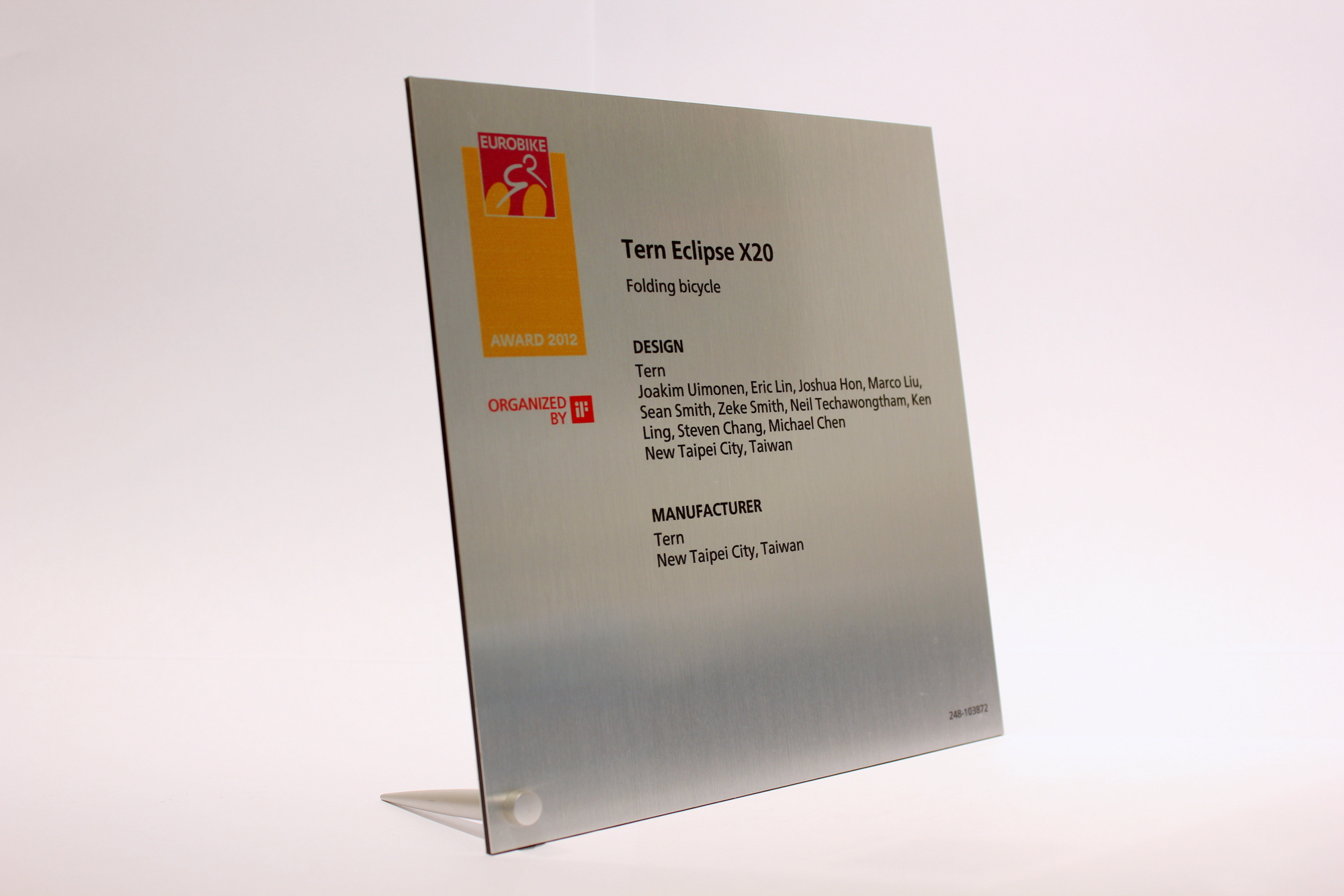
Eurobike Award

Mit dem Mitte der 2010er Jahre gestarteten Programmpunkt Eurobike Academy starteten die Messeorganisatoren eine während der Messe durchgehende Vortragsreihe für Fachbesucher zu Technikthemen, Tourismusinfos, Vermarktungsfragen und Marktentwicklung.

## Eurobike Award
Die Eurobike vergibt im Rahmen der Messe seit 2004 den Eurobike Award in verschiedenen Kategorien an innovative Produkte aus dem Radbereich. Er zählt international zu den wichtigsten Auszeichnungen, die ein Unternehmen in der Fahrrad- und Mobilitätsbranche erzielen kann. Besondere Produkte werden zusätzlich mit dem Eurobike Gold Award ausgezeichnet.